# Клеман Жаннекен
Клеман Жаннекен (фр. Clément Janequin, близько 1485, Шательро — 1558, Париж) — французький композитор музики епохи Ренесанс.  
Він був одним з найвідоміших композиторів цієї епохи та, разом з Клодіном да Сермесі, значно вплинув на розвиток паризького шансону та програмної музики. Частково його популярність пояснюється розвитком графічного запису музичних творів. 

## Біографія
Про юні роки Жаннекена нічого невідомо. З 1505 року він був духовною особою в Бордо на службі в гуманіста Ланселота дю Фо, а в 1534 році став капельмейстром Собору св. Маврикія. Опісля, у 1549 році, він поступив на службу до герцога Франсуа де Гіз. З 1555 року став членом королівської придворної капели Генріха II — короля Франції. 
Близько 400 шансонів Жаннекена, з яких вже кілька було опубліковано за його життя, зробили його широко відомим. Плеяда композиторів наступних поколінь використовувала його твори як основу для власної творчості. У шансоні «La guerre» Жаннекен передав Битву при Мариньяно, в якій в 1515 році конфедерати були переможені франко-венеціанською армією під проводом Франциска I. Цей твір найкраще відомий передачею бойових звуків, таких як сигнали рогу, виклики атаки та шум зброї. Незважаючи на свій успіх, Жаннекен проживав у бідності, тому що, мабуть, ніколи не мав постійної роботи.
Протягом XVII та XVIII століть твори Жаннекена були в забутті, проте інтерес до них знову зріс у кінці XIX століття.